# 名優
株式会社名優（めいゆう、英称: Meilleur Co., Ltd.）は、欧米の医療関連製品を輸入販売する企業。日本の千葉県八千代市に拠点（本店登記は船橋市）を置く。

## 沿革
1993年、山根貫志が、千葉県船橋市で創業した。
2001年、Copenhagen大学のStangerupが開発した自己耳管通気器具を発売した。
2014年、患者移乗機器を発売した。
2023年、再生処理ブランド「SALWAY」を発表した。 
2024年10月1日、山根 優一（やまね ゆういち）が代表取締役に就任。 

## 製品
- 滅菌インジケータ
- PCD
- 洗浄工程インジケータ
- 滅菌コンテナ
- 洗浄剤などの中央材料室関連製品
- マイクロドレープ
- Cアームドレープ
- 加圧バッグ
- アームボード
- ホバーマットなどの手術室関連製品
- 自己耳管通気器具
- 気管カニューレホルダー
- 鼻骨骨折用副木
- サージカルスポンジ
- 術後用ドレッシング材
- 双眼ルーペ
- ヴィデオカメラシステムなどの耳鼻咽喉科製品
- 聴覚保護具
- シューカバーなどのその他製品

## 出版
2012年、Jan Huijs著”Sterilization Of Medical Supplies by Steam”  を山根貫志が翻訳し、「医療現場の清浄と滅菌」として、中山書店より出版する。

## 受賞歴
- 「2024年度グッドデザイン賞」金賞[14]
- 「日本パッケージデザイン大賞2025」輸送用ケース部門 金賞[15]